# Domokos Zsolt
Domokos Zsolt (Budapest, 1990. december 25. –) magyar színész.

## Életpályája
Az újpesti Bródy Imre Gimnázium drámatagozatán érettségizett. Ezután egy évet töltött a Keleti István Alapfokú Művészeti Iskola és Szakközépiskolában. 2010-2015 között a Kaposvári Egyetem színművész szakán tanult, Réthly Attila osztályában. 2015-2020 között a K2 Színház tagja volt, majd szabadúszó lett. 2022-től a szombathelyi Weöres Sándor Színház tagja.

## Színházi szerepeiből
- Martin McDonagh: Az inishmore-i hadnagy... Padraic
- David Mamet: Egy kanál víz... George Aaronow
- Georges Feydeau: Bolha a fülbe... Carlos Homenides De Histangua
- Voltaire – Vinnai András – Bódi Zsófia – Nagy Péter István: Candide... szereplő
- Jerry Bock: Hegedűs a háztetőn... Rabbi
- Pintér Béla – Darvas Benedek: Gyévuska... Halász százados; Kovács hadnagy
- Andrzej Saramonowicz: Tesztoszteron... Kornél, vőlegény, ornitológus

## Filmes és televíziós szerepei
- Tóth János (2018) ...beteg
- A Tanár (2020) ...Rendőr
- Mellékhatás (2020, 2023) ...Gömbös László / Zsiga
- Apatigris (2021) ...Mentős
- Oltári történetek (2022) ...Ferenc
- Pokoli rokonok (2025) ...szállító

## Díjai, elismerései
- Holdbeli csónakos-díj (2024)